# Wilhelm von Thümen

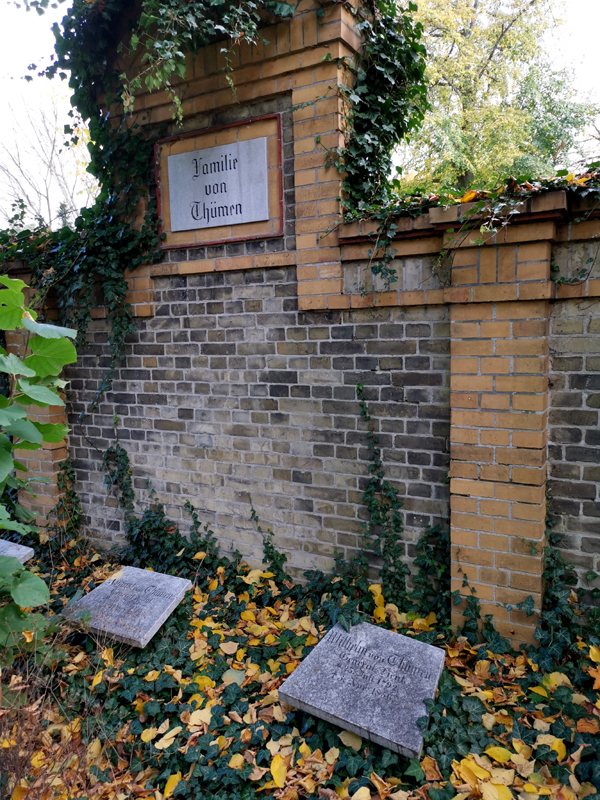
Grabstelle der Familie von Thümen auf dem Friedhof der Dorfkirche Caputh

Wilhelm Hermann Heinrich von Thümen (* 25. Juli 1792 in Heilsberg; † 3. April 1856 in Mainz) war ein preußischer Generalleutnant, Stadtkommandant von Berlin und Bundeskommissar im Schleswig-Holsteinischen Krieg.

## Leben

### Herkunft
Wilhelm entstammte dem alten märkischen Adelsgeschlecht Thümen. Er war der Sohn des preußischen Generalleutnants August von Thümen (1757–1826), Ritter des Ordens Pour le Mérite, und dessen Ehefrau Karoline, geborene Fischer (1762–1856). König Friedrich Wilhelm II. war sein Taufpate.

### Militärkarriere
Thümen wurde zunächst bei seinen Eltern in Memel unterrichtet und besuchte ab 1805 das Gymnasium zum Grauen Kloster in Berlin. Am 1. Januar 1806 wurde er als Gefreiterkorporal im Infanterieregiment „von Kunheim“ der Preußischen Armee angestellt. Nach der Niederlage Preußens und der Auflösung des Regiments im gleichen Jahr schied Thümen aus dem Militärdienst, besuchte weiter die Schule und ab 1811 die Universität Breslau. Mit Beginn der Befreiungskriege wurde Thümen am 19. Februar 1813 als Füsilier im 1. Garde-Regiment zu Fuß angestellt und avancierte bis Mitte Mai 1813 zum Sekondeleutnant. Er nahm an den Schlachten bei Großgörschen, Dresden sowie Leipzig teil und erhielt für sein Wirken in der Schlacht bei Bautzen das Eiserne Kreuz II. Klasse. 1814 erkrankte er in Frankreich und konnte daher nicht weiter am Feldzug teilnehmen.
Am 25. Februar 1818 wurde Thümen zum Premierleutnant befördert und aufgrund seiner hervorragenden Französischkenntnisse im selben Jahr nach Russland kommandiert. Zusammen mit zwei Hornisten war er vier Monate in Sankt Petersburg, um bei der russischen Armee die preußischen Hornsignale einzuführen. Im Jahr 1820 begleitete er Charlotte, die Tochter des Königs und Frau des Zaren Nikolaus I. nach Bad Ems. Nach seiner Rückkehr wurde er am 1. September 1821 zum Kapitän befördert und zeitgleich Flügeladjutant bei König Friedrich Wilhelm III. 1822 begleitete er den König nach Italien zum Veroneser Kongress. 1826 begleitete er den Prinzen Karl zu den Krönungsfeierlichkeiten nach Sankt Petersburg. Am 25. September 1826 wurde er mit dem Orden der Heiligen Anna II. Klasse mit Brillanten ausgezeichnet. Am 25. Februar 1828 wurde er Major und am 30. März 1829 kam er als Kommandeur zur Unteroffizierkompanie. Mitte Januar 1830 erhielt Thümen den Johanniter-Orden, wurde wieder nach Russland geschickt und war 1834 war bei der Enthüllung des Denkmals für Alexander I. anwesend.
Nach seiner Rückkehr wurde er am 30. Oktober 1834 zum Kommandeur des Garde-Reserve-Gendarmerie-Kommandos (später: Leib-Gendarmerie) ernannt. Er erhielt am 30. September 1835 den Orden des Heiligen Wladimir III. Klasse und am 9. Februar 1838 auch das Dienstkreuz. Bis Ende März 1840 stieg Thümen zum Oberst auf und wurde unter Belassung in seiner Stellung als Flügeladjutant am 22. April 1840 zur Dienstleistung in das 2. Garde-Regiment zu Fuß kommandiert. Vom 7. September 1840 bis zum 14. Dezember 1841 war er Kommandeur des Kaiser Alexander Grenadier-Regiments. Am 30. März 1844 wurde Thümen Kommandeur des 12. Infanterie-Regiments. An dieses Kommando schloss sich am 22. März 1845 eine Verwendung als Kommandeur der 10. Infanterie-Brigade in Posen. Während der dortigen Unruhen schlug er am 3. März 1846 die Aufständischen in die Flucht und erbeutete viele Waffen. Am 31. März 1846 wurde er zum Generalmajor befördert.
Am 9. März 1848 wurde er zum Kommandeur der 5. Infanterie-Brigade in Frankfurt (Oder) ernannt und im Mai 1848 anlässlich des Großpolnischen Aufstandes dem Generalleutnant von Colomb zur Verfügung gestellt. Der schickte ihn mit einem Kommando nach Gostyń. Während der Märzrevolution 1848 trat Thümen die Nachfolge des Generals der Infanterie Wilhelm von Ditfurth als Stadtkommandant von Berlin an. Er nahm am Angriff auf die Barrikade in der Leipziger Straße teil. Am 20. März 1850 wurde er als Kommandeur zur 9. Division versetzt und fungierte zugleich bis 19. November 1850 auch als Kommandant der Festung Glogau. Vom 2. Februar 1851 bis zum 1. März 1852 war er preußischer Bundeskommissar und befehligte in dieser Funktion gemeinsam mit seinem österreichischen Kollegen, dem Generalmajor Graf Alexander von Mensdorff-Pouilly (1813–1871), im Jahr 1850 die preußisch-österreichischen Interventionstruppen des Bundes im Schleswig-Holsteinischen Krieg (1848–1851).
Vom 4. November 1851 bis zum 9. Februar 1852 war Thümen Kommandeur der 11. Division und anschließend in gleicher Eigenschaft bei der 6. Division in Brandenburg an der Havel. In dieser Stellung erhielt er im Dezember 1852 den Orden der Heiligen Anna I. Klasse mit der Krone und Brillanten, Ende Februar 1852 das Großkreuz des Dannebrogordens und im Januar 1854 anlässlich des Ordensfestes den Roten Adlerorden I. Klasse mit Eichenlaub. Am 14. September 1854 erfolgte seine Ernennung zum Vizegouverneur von Mainz, bis Thümen am 26. März 1856 mit Pension zur Disposition gestellt wurde.
Thümen war Gutsherr auf den beiden väterlichen Gütern Caputh und Neu-Langerwisch, beide im heutigen Landkreis Potsdam-Mittelmark. Außerdem war er Ehrenritter des Johanniterordens.
Er starb am 3. April 1856 in Mainz und wurde am 12. April 1856 auf dem Friedhof der Dorfkirche von Caputh beigesetzt. Nach Verwahrlosung bzw. Verwüstung in den vorangegangenen Jahrzehnten konnte sein Grab wie auch das seines Vaters und seiner Ehefrau auf Initiative zweier Enkelinnen 2002 wiedererrichtet werden.

### Familie
Thümen heiratete am 13. April 1822 in Berlin Philippine von Zschock (1801–1872), die Tochter des preußischen Geheimen Rechnungsrats Johann Gottlieb von Zschock und der Pauline Gürpen. Aus dieser Ehe gingen vier Kinder hervor:
- Pauline Hermine Luise Marie (* 1823) ⚭ 1853 Ernst von Willich († 1892), Herr auf Gorzyn und Neu-Görtzig
- Marie (1824–1899) ⚭ 1865 Albert von Sellin († 1870), preußischer Major, gefallen bei Vionville
- Heinrich Hermann (1826–1883), kaiserlich russischer Oberst ⚭ Adeladide Paulowna von Rabalow
- Hans August (1829–1908), Gutsherr und Erbe der beiden väterlichen Güter ⚭ 1897 Anna Eckert (* 1856), verwitwete Depener